# Honda CRF150R
Honda CRF150R är en motocrossmodell från Honda som visades upp 2006 och började säljas 2007. Motorn, som har en slagvolym på 149cc, är en fyrtaktsmotor, i motsats till de flesta konkurrenter i 85cc klassen som har tvåtaktsmotor.
Honda CRF150R finns i två varianter. Skillnaden är hjulstorleken. Den mindre varianten har 17" fram och 14" bak. Expertmodellen har 19" fram och 16" bak.